# Gåstjärnen (Piteå socken, Norrbotten, 728258-171979)
Gåstjärnen är en sjö i Piteå kommun i Norrbotten och ingår i Piteälvens huvudavrinningsområde. Sjön har en area på 0,155 kvadratkilometer och ligger 226,9 meter över havet. Gåstjärnen ligger i Piteälven Natura 2000-område. Sjön avvattnas av vattendraget Borgforsälven.

## Delavrinningsområde
Gåstjärnen ingår i det delavrinningsområde (728220-171967) som SMHI kallar för Utloppet av Bastaträsket. Medelhöjden är 242 meter över havet och ytan är 30,5 kvadratkilometer. Det finns inga avrinningsområden uppströms utan avrinningsområdet är högsta punkten. Borgforsälven som avvattnar avrinningsområdet har biflödesordning 2, vilket innebär att vattnet flödar genom totalt 2 vattendrag innan det når havet efter 66 kilometer. Avrinningsområdet består mestadels av skog (70 procent). Avrinningsområdet har 2,16 kvadratkilometer vattenytor vilket ger det en sjöprocent på 7,1 procent.